# Ибрахима Конате
Ибрахима Конате е френски футболист, който играе за Ливърпул на поста централен защитник.

## Кариера

### Сошо
Дебютира срещу Оксер, на 7 февруари 2017 г., когато неговия отбор губи с 1 – 0.

### Лайпциг
На 12 юни 2017 г., той се присъединява към отбора на Лайпциг. Вкарва първия си гол срещу Фортуна (Дюселдорф).

### Ливърпул
На 1 юли 2021 г. се присъединява към Ливърпул.

## Успехи
Лайпциг
- Купа на Германия второ място: 2018/19; 2020/21